# Zappe Gábor
Zappe Gábor (Budapest, 1971. augusztus 8. – Budapest, 2019. április 6.) magyar újságíró, az Index.hu volt főszerkesztő-helyettese.

## Tanulmányai
Középiskoláit Budapesten végezte előbb a József Attila Gimnáziumban (ma Budai Ciszterci Szent Imre Gimnázium), majd a Kaffka Margit Gimnáziumban (ma Szent Margit Gimnázium), ahol végül érettségizett. A gimnáziumi évek után a Miskolci Egyetemre járt.

## Életútja
- Újságírással 1994-ben kezdett foglalkozni. A Népszabadságnál kultúrrovat szerkesztőként dolgozott. [3]
- 2000-ben kezdett az Index alapítójának, Uj Péternek invitálására a politikai rovat szerkesztőjeként dolgozni.
- 2002-től az Index.hu főszerkesztő-helyettese volt.
- 2006-tól megbízták a CEMP lapcsoport  [4] [5]tulajdonosai a Velvet.hu szerkesztésével, amely egy internetes szórakoztató, kommersz újság.
- 2011-től ő szerkesztette a Dívány.hu-t (szórakoztató internetes újság) is, valamint részt vett a PORT.hu szerkesztésében is rövid ideig.
- A CEMP csoportnál 2017-ben befejezte a munkát, utána a Zoom.hu (netes újság) főszerkesztője lett.
- 2019 januárjától a Green-Go elektromos autókölcsönzőnél dolgozott.

## Családja
Édesapja Zappe László szintén újságíró. Három gyermeke született.